# Kisigmánd
Kisigmánd is een plaats (község) en gemeente in het Hongaarse comitaat Komárom-Esztergom. Kisigmánd telt 553 inwoners (2001).